# Seznam uherských palatinů

Znak Uherského království

Toto je neúplný seznam palatinů Uherského království. Úřad palatina v Uherském království existoval od doby panování dynastie Arpádovců do roku 1848, kdy se habsbursko-lotrinský arcivévoda Štěpán František vzdal úřadu, který poté již nebyl vykonáván. 

## Seznam palatinů

### Za vlády Árpádovců
Árpádovci byli první panovnickou dynastií v Uhrách, jejíž členové v zemi panovali v letech 1001–1301 jako králové.
- Sámuel Aba (před rokem 1041)
- Jindřich z rodu Héderů (1162–1164)
- Jindřich II. z rodu Gisingů (kolem roku 1260)
- Amadeus Aba (1288–1289, 1290–1291, 1293, 1295–1296, 1297–1298, 1299–1301)

### Za vlády Anjouovců
(Starší větev) dynastie z Anjou byla vedlejší linií rodu Kapetovců. Začíná v osobě Karla I. Štěpána (1226–1285).
- Nikola Kont Iločský (1356–1367)
- Vladislav II. Opolský (1367–1372)
- Mikuláš (Miklós) Széchy (1385–1386)

### Fáze střídání vládnoucích rodů
| Jméno               | maďarské jméno       | rod          | od   | do   | uherský panovník                     | poznámky |
| ------------------- | -------------------- | ------------ | ---- | ---- | ------------------------------------ | -------- |
| Štěpán Lacković     | Lackfi István        | Lackovićové  | 1387 | 1392 | Marie I.                             |          |
| Leustachius Jolsvai | Jolsvai Leusták      | Jolsvaiové   | 1392 | 1397 | Marie I., Karel II., Zikmund         |          |
| Detre Bebek         | Bebek Detre          | Bebekové     | 1397 | 1402 | Zikmund                              |          |
| Mikuláš Garai       | Garai Miklós         | Garaiové     | 1402 | 1433 | Zikmund                              |          |
| Matyáš Pálóczy      | Pálóczy Máté         | Pálóczyové   | 1435 | 1437 | Zikmund                              |          |
| Vavřinec Hédervári  | Hédervári Lőrinc     | Héderváriové | 1437 | 1447 | Albrecht II. Vladislav I.            |          |
| Ladislav Garai      | Garai László         | Garaiové     | 1447 | 1458 | Ladislav V.                          |          |
| Michal Országh      | Guthi Országh Mihály | Országhové   | 1458 | 1484 | Matyáš I.                            |          |
| Emerich Zápolský    | Szapolyai Imre       | Zápolští     | 1486 | 1487 | Matyáš I.                            |          |
| Štěpán Zápolský     | Szapolyai István     | Zápolští     | 1492 | 1499 | Vladislav II.                        |          |
| Petr Geréb          | Geréb Péter          | Gerébové     | 1500 | 1503 | Vladislav II.                        |          |
| Emerich Perényi     | Perényi Imre         | Perényiové   | 1504 | 1519 | Vladislav II., Ludvík II.            |          |
| Štěpán Báthory      | Báthori István       | Báthoryové   | 1519 | 1523 | Ludvík II.                           |          |
| Štěpán Báthory      | Báthori István       | Báthoryové   | 1524 | 1525 | Ludvík II.                           |          |
| Štěpán Werbőczy     | Werbőczy István      | Werbőczyové  | 1525 | 1526 | Ludvík II.                           |          |
| Štěpán Báthory      | Báthori István       | Báthoryové   | 1526 | 1530 | Jan Zápolský; protikrál Ferdinand I. |          |

### Období tureckých válek a rozdělení země
Ludvík II. padl roku 1526 v bitvě u Moháče. Po následné občanské válce v letech 1527–1538 mezi Habsburky a Janem Zápolským a po dobytí Budy Turky v roce 1541 ztratilo Uherské království část svého území ve prospěch Osmanské říše (srov. sultáni Osmanské říše), einen anderen an das pod osmanskou nadvládou stehende Sedmihradské knížectví (srov. knížata Transylvánie). Der Rest des Königreiches wurde unter der Bezeichnung „Královské Uhersko“ Teil des Habsburgerreiches. Erst 1691, definitiv dann im Karlovickým mírem 1699 und 1718, wurde das Uherské království unter habsburgischer Oberhoheit wiedervereinigt.
| Jméno                | maďarské jméno     | rod                   | od   | do   | uherský panovník                                                        | poznámky |
| -------------------- | ------------------ | --------------------- | ---- | ---- | ----------------------------------------------------------------------- | -------- |
| Jan Bánffy           | Bánffy Janos       | Bánffyové             | 1530 | 1533 | Jan Zápolský; protikrál Ferdinand I.                                    |          |
| úřad neobsazen       |                    |                       | 1533 | 1554 | Jan Zápolský do roku 1540, Jan Zikmund Zápolský; protikrál Ferdinand I. |          |
| Tomáš III. z Nádasdy | Nádasdy III. Tamás | Nádasdyové            | 1554 | 1562 |                                                                         |          |
| úřad neobsazen       |                    |                       | 1562 | 1608 |                                                                         |          |
| Štěpán Illesházy     | Illésházy István   | Illesházyové          | 1608 | 1609 |                                                                         |          |
| Juraj VII. Turzo     | Thurzó György      | Turzové               | 1609 | 1616 |                                                                         |          |
| Zikmund Forgách      | Forgách Zsigmond   | Forgácsové/Forgáchové | 1618 | 1621 |                                                                         |          |
| Stanislav Thurzó     | Thurzó Szaniszló   | Turzové               | 1622 | 1625 |                                                                         |          |
| Mikuláš Esterházy    | Esterházy Miklós   | Esterházyové          | 1625 | 1645 |                                                                         |          |
| Jan Drašković        | Draskovits János   | Draškovićové          | 1646 | 1648 |                                                                         |          |
| Pavel Pálffy         | Pálffy Pál         | Pálffyové             | 1649 | 1653 |                                                                         |          |
| František Wesselényi | Wesselényi Ferenc  | Wesselényiové         | 1655 | 1667 |                                                                         |          |
| úřad neobsazen       |                    |                       | 1668 | 1681 |                                                                         |          |

### Znovusjednocené Uhersko v Habsburské monarchii
| Jméno                       | maďarské jméno                        | rod                           | od   | do   | uherský panovník                                           | poznámky                                                       |
| --------------------------- | ------------------------------------- | ----------------------------- | ---- | ---- | ---------------------------------------------------------- | -------------------------------------------------------------- |
| Pavel I. Esterházy          | Esterházy Pál                         | Esterházyové                  | 1681 | 1713 | Leopold I. do roku 1705, Josef I. do roku 1711, Karel III. |                                                                |
| Mikuláš Pálffy              | Pálffy Miklós                         | Pálffyové                     | 1714 | 1732 | Karel III.                                                 |                                                                |
| úřad neobsazen              |                                       |                               | 1732 | 1741 | Karel III. do roku 1740, Marie Terezie                     |                                                                |
| Jan Bernard Pálffy          | Pálffy János                          | Pálffyové                     | 1741 | 1751 | Marie Terezie                                              |                                                                |
| Ludvík Batthyány            | Batthyány Lajos                       | Batthyányové                  | 1751 | 1765 | Marie Terezie                                              |                                                                |
| úřad neobsazen              |                                       |                               | 1765 | 1790 | Marie Terezie do roku 1780, Josef II.                      |                                                                |
| arcivévoda Alexandr Leopold | Sándor Lipót főherceg                 | habsbursko-lotrinská dynastie | 1790 | 1795 | Leopold II. do roku 1792, František I.                     |                                                                |
| arcivévoda Josef Antonín    | József Antal főherceg (József nádor)  | habsbursko-lotrinská dynastie | 1796 | 1847 | František I. do roku 1835, Ferdinand V.                    |                                                                |
| arcivévoda Štěpán František | István Ferenc főherceg (István nádor) | habsbursko-lotrinská dynastie | 1847 | 1848 | Ferdinand V., František Josef I.                           | vzdal se úřadu palatina v roce 1848, poté již nebyl vykonáván. |